# August Harnier
August Richard Karl Gabriel Ferdinand Eduard Harnier (* 26. Mai 1855 in Kassel; † 19. März 1916 ebenda) war ein deutscher Jurist und Mitglied des Provinzialrats für Hessen-Nassau.

## Leben
August Harnier wurde als Sohn des Politikers Richard Harnier (1820–1885) und dessen Ehefrau Auguste Vogeley (1826–1855) geboren, absolvierte nach dem Abitur am Fridericianum Kassel ein Studium der Rechtswissenschaften an den Universitäten in Heidelberg, Berlin, Leipzig und Göttingen und engagierte sich in den Studentenbewegungen Corps Suevia Heidelberg und Corps Lusatia Leipzig.
1877 kam er als Gerichtsreferendar zum Landgericht Kassel und war nach dem 2. juristischen Staatsexamen als Gerichtsassessor im Bezirk des Oberlandesgerichts Kassel tätig. Bevor er 1894 zum Landgerichtsrat in Frankfurt am Main ernannt wurde, war er als Amtsrichter beim Amtsgericht Bergen auf Rügen und als Landrichter in Frankfurt/Main tätig.
1897 wechselte er in das Justizministerium, wo er als vortragender Rat Geheimer Justizrat wurde.
Als Mitglied des Provinzialrats gehörte er zum legislativen und vollziehenden Organ des Provinziallandtages der Provinz Hessen-Nassau und nahm damit eine wichtige politische Position ein.

### Öffentliche Ämter
- Vorsitzender der kurhessischen Gesellschaft für Kunst und Wissenschaft

### Auszeichnungen
- Roter Adlerorden III. Klasse
- Königlicher Kronen-Orden (Preußen) III. Klasse
- 1900 Geheimer Oberjustizrat
- 1916 Wirklicher Geheimer Oberjustizrat